# Loïc Lamouller
Loïc Lamouller, né le 16 mai 1978 à L'Isle-Adam, est un coureur cycliste français, professionnel entre 1999 et 2004.

## Biographie
Fils de Dominique Lamouller, président de la Fédération française de cyclotourisme, il fait partie au début des années 2000 des espoirs du cyclisme français.

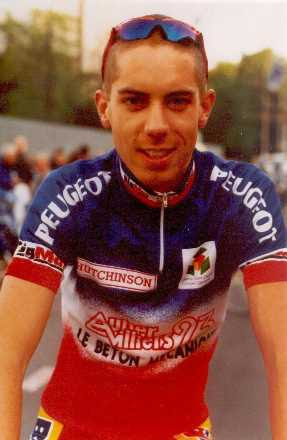
Loïc Lamouller champion de France junior en 1996.

Sur le Tour de l'Avenir 2000, il obtient deux 2e places lors de la troisième étape derrière Fabrice Salanson et à la septième, battu par David Moncoutié. Lors de la 1re étape, il se fait rattraper par le peloton à 100 mètres de la ligne d'arrivée.
Il participe au Tour de France 2001 en tant qu'équipier de Stéphane Heulot. Il abandonne l'épreuve à la 9e étape.
Après six années passées en tant que professionnel dans les rangs de l'équipe Auber 93, il met fin à sa carrière en 2004. Il tient tout d'abord un magasin de vélos à Poitiers puis se lance dans le commerce où il collabore avec plusieurs grands groupes tels Intersport et Go Sport. Il est depuis 2016 directeur d'un centre commercial en banlieue de Tours.

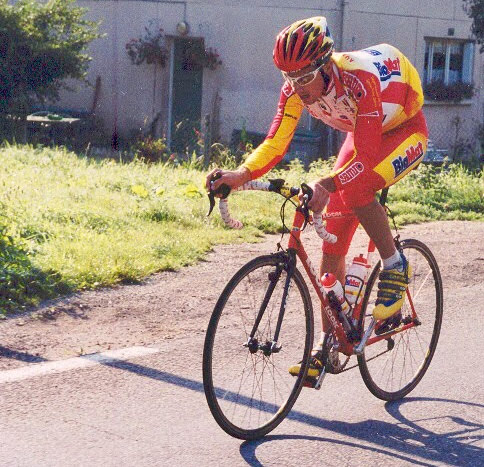
Loïc Lamouller en 2000.

## Palmarès
- 1996
  -  Champion de France sur route juniors
  - Classique des Alpes juniors
- 1997
  - Champion d'Île-de-France du contre-la-montre
  - Grand Prix Rustines
- 1998
  - 8e étape du Ruban granitier breton
  - 3e de Manche-Atlantique
- 1999
  - Ronde du Canigou

## Résultats sur les grands tours

### Tour de France
1 participation
- 2001 : abandon (9e étape)